# Futarra

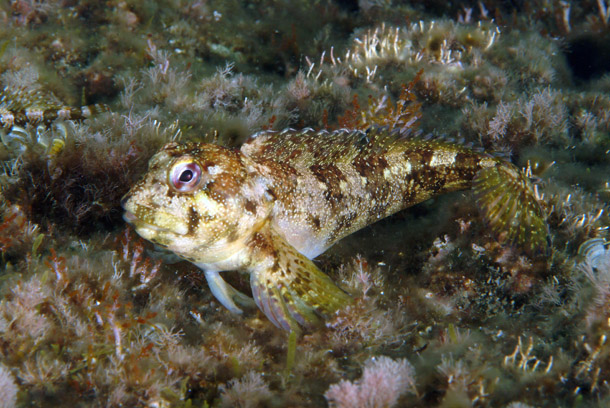
Exemplar fotografiat a la costa de la Toscana

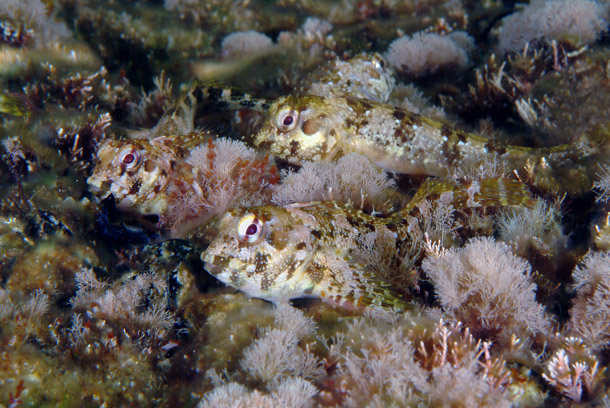
Tres exemplars junts

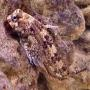
Un altre exemplar

La futarra (Paralipophrys trigloides) és una espècie de peix de la família dels blènnids i de l'ordre dels perciformes.

## Morfologia
- Els mascles poden assolir 13 cm de longitud total.[1][2]

## Reproducció
És ovípar.

## Alimentació
Menja algues, musclos i d'altres invertebrats bentònics.

## Depredadors
A les Illes Açores és depredat per Serranus atricauda.

## Hàbitat
És un peix marí de clima subtropical.

## Distribució geogràfica
Es troba des de les costes de Bretanya (França), la península Ibèrica, el Marroc, el Mediterrani i el Mar de Màrmara fins al Senegal, les Illes Canàries i Madeira.

## Observacions
Pot respirar aire quan es troba fora de l'aigua.